# Ego Boyo
Nwakaego "Ego" Boyo (nacida el 6 de septiembre de 1968) es una actriz y productora de cine nigeriana, popular por su papel de Anne Haastrup en la telenovela Checkmate. Fue la sexagésima presidenta de la Sociedad Internacional de Mujeres (IWS, en sus siglas en inglés), una organización independiente, apolítica, no gubernamental y sin fines de lucro fundada en 1957. Proviene del estado de Enugu, en el este de Nigeria.

## Carrera
Boyo debutó a principios de la década de 1990 en la serie Checkmate, donde interpretó al personaje de Anne Haastrup. Comenzó su propia compañía de producción, Temple Productions en 1996. Produjo la película muda A Hotel Called Memory en 2017, la cual ganó el premio del público a la mejor película experimental en el BlackStar Film Festival en Filadelfia.

## Vida personal
Está casada con Omamofe Boyo, el director ejecutivo adjunto del grupo de Oando Plc.